# Reepenia triangulifera
Reepenia triangulifera är en biart som först beskrevs av Heinrich Friese 1909.  Reepenia triangulifera ingår i släktet Reepenia och familjen vägbin. Inga underarter finns listade i Catalogue of Life.